# Odis Allison
Odis Allison jr. (2 ottobre 1949) è un ex cestista statunitense, professionista nella NBA.

## Carriera
Venne selezionato dai San Francisco Warriors al quinto giro del Draft NBA 1971 (76ª scelta assoluta).